# Santo André (Santiago do Cacém)
Santo André es una freguesia portuguesa del concelho de Santiago do Cacém, con 74,32 km² de superficie y 10.696 habitantes (2001). Su densidad de población es de 143,9 hab/km².

## Galería

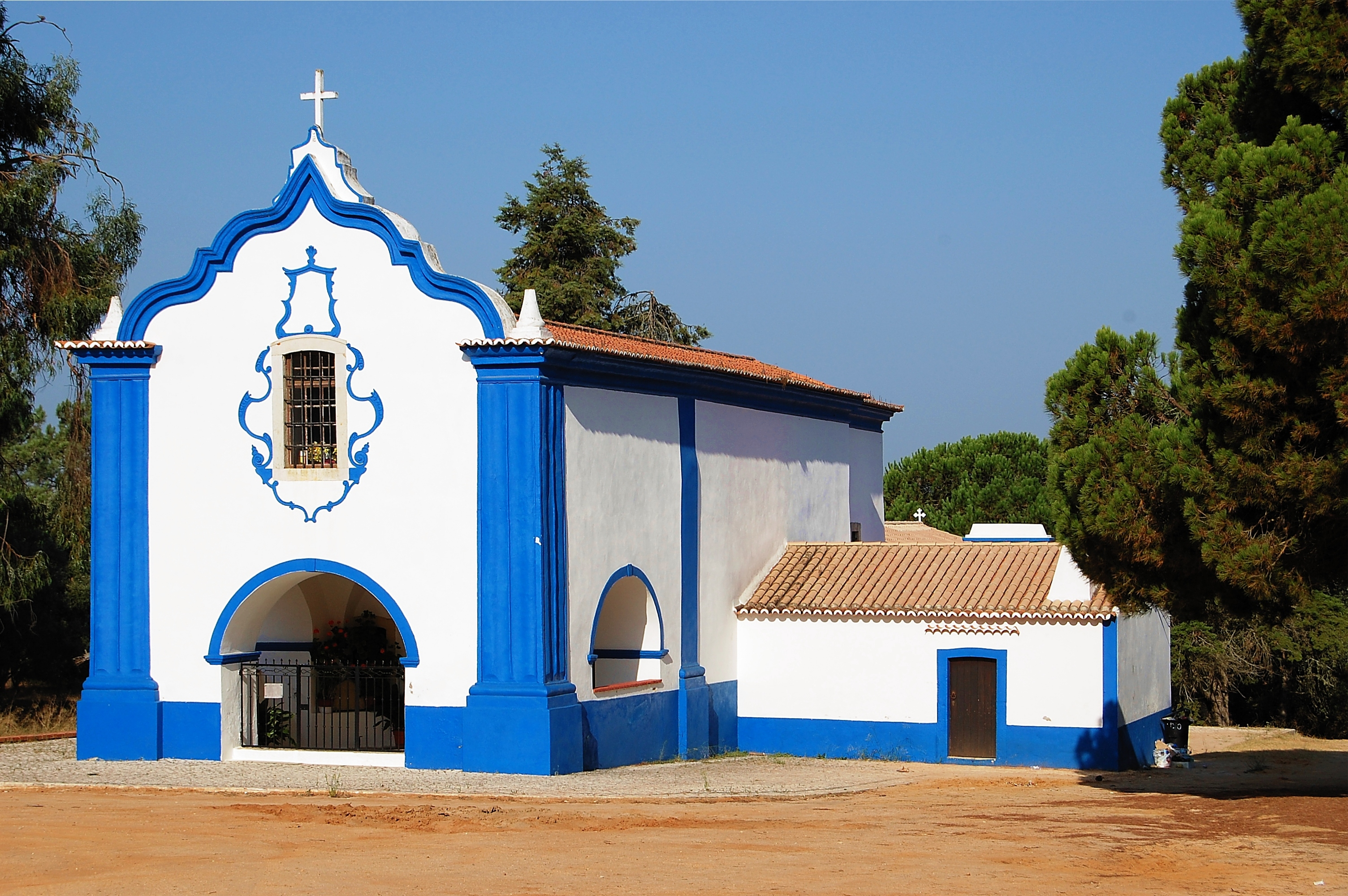
Igresia de la Senhora da Graça